# Орден Червоної Зірки (ЧССР)
О́рден Черво́ної Зі́рки — державна нагорода Чехословацької Соціалістичної Республіки.

## Історія
Орден Червоної Зірки було засновано постановою № 6/1955 уряду Чехословацької Соціалістичної Республіки від 8 лютого 1955 року, яким змінювалося присвоєння почесного звання Герой Чехословацької республіки й засновувався орден Червоного Прапора, орден Червної Зірки, медалі «За заслугу в обороні держави» й медалі «За службу державі».
Статут ордена пізніше було змінено постановою уряду № 44/1955 від 9 вересня 1955 року й № 52/1958 від 20 серпня 1958 року.